# João Cunha e Silva
João Cunha e Silva, noto anche come João Cunha-Silva (Lisbona, 27 novembre 1967), è un ex tennista portoghese.

## Carriera
Ottenne il suo best ranking in singolare il 15 aprile 1991 con la 108ª posizione, mentre nel doppio divenne il 13 marzo 1989, il 72º del ranking ATP.
Principalmente doppista, vinse in questa specialità due tornei del circuito ATP in carriera, raggiungendone la finale in altre due occasioni. I tornei vinti furono il Tel Aviv Open nel 1992 in coppia con lo statunitense Mike Bauer e il Grand Prix Hassan II nel 1997 in coppia con il connazionale Nuno Marques.
Fece parte della squadra portoghese di Coppa Davis dal 1984 al 2000, con trenta convocazioni e un bilancio complessivo di trentasette vittorie e quaranta sconfitte. Detiene nella squadra diversi record: maggior numero di vittorie totali, maggior numero di vittorie in singolare, maggior numero di convocazioni e partite disputate.

## Statistiche

### Tornei ATP

#### Doppio

##### Vittorie (2)
| Legenda singolare                                    |
| Grande Slam (0)                                      |
| ATP World Tour Finals (0)                            |
| ATP Super 9 / ATP Masters Series (0)                 |
| ATP Championship Series / ATP International Gold (0) |
| ATP World Series / ATP International Series (2)      |

| Numero | Data            | Torneo                           | Superficie  | Compagno     | Avversari in finale               | Punteggio |
| 1.     | 12 ottobre 1992 | Tel Aviv Open, Tel Aviv          | Cemento     | Mike Bauer   | Mark Koevermans Tobias Svantesson | 6-3, 6-4  |
| 2.     | 24 marzo 1997   | Grand Prix Hassan II, Casablanca | Terra rossa | Nuno Marques | Karim Alami Hicham Arazi          | 7-6, 6-2  |

##### Sconfitte in finale (2)
| Legenda singolare                                    |
| Grande Slam (0)                                      |
| ATP World Tour Finals (0)                            |
| ATP Super 9 / ATP Masters Series (0)                 |
| ATP Championship Series / ATP International Gold (0) |
| ATP World Series / ATP International Series (2)      |

| Numero | Data             | Torneo                           | Superficie  | Compagno      | Avversari in finale             | Punteggio     |
| 1.     | 27 febbraio 1989 | Lorraine Open, Nancy             | Cemento (i) | Eduardo Masso | Udo Riglewski Tobias Svantesson | 4-6, 7-6, 6-7 |
| 2.     | 20 marzo 1995    | Grand Prix Hassan II, Casablanca | Terra rossa | Emanuel Couto | Tomás Carbonell Francisco Roig  | 4-6, 1-6      |

### Tornei minori

#### Singolare

##### Vittorie (4)
| Legenda tornei minori |
| Challenger (3)        |
| Futures (1)           |

| Numero | Data             | Torneo                                      | Superficie  | Avversario in finale | Punteggio     |
| 1.     | 25 giugno 1990   | Torino Challenger, Torino                   | Terra rossa | Jimmy Brown          | 7-6, 6-7, 6-4 |
| 2.     | 6 agosto 1990    | São Paulo Challenger, San Paolo             | Terra rossa | Cássio Motta         | 6-1, 6-2      |
| 3.     | 2 ottobre 1995   | Monterrey Challenger, Monterrey             | Cemento     | Steve Campbell       | 6-2, 7-6      |
| 4.     | 30 novembre 1998 | Futures of Clearwater-Bradenton, Clearwater | Cemento     | Gabriel Trifu        | 6-1, 6-3      |

#### Doppio

##### Vittorie (24)
| Legenda tornei minori |
| Challenger (23)       |
| Futures (1)           |

| Numero | Data              | Torneo                                    | Superficie      | Compagno               | Avversari in finale                     | Punteggio     |
| 1.     | 30 maggio 1988    | Montabaur Open, Montabaur                 | Terra rossa     | Wojciech Kowalski      | Wolfgang Popp Udo Riglewski             | 6-2, 7-6      |
| 2.     | 27 giugno 1988    | Tarbes Challenger, Tarbes                 | Terra rossa     | Jörgen Windahl         | Eduardo Furusho César Kist              | 6-2, 6-1      |
| 3.     | 3 ottobre 1988    | Estoril Challenger, Estoril               | Cemento         | Jean-Philippe Fleurian | Ivan Kley Fernando Roese                | 7-6, 6-3      |
| 4.     | 19 febbraio 1990  | Nairobi Challenger, Nairobi               | Terra rossa     | Eduardo Masso          | Zeeshan Ali Libor Pimek                 | 6-4, 7-5      |
| 5.     | 25 febbraio 1991  | Guadeloupe Challenger, Guadalupa          | Cemento         | Nuno Marques           | Olivier Delaître Jean-Philippe Fleurian | 6-3, 6-1      |
| 6.     | 11 novembre 1991  | São Paulo Challenger, San Paolo           | Terra rossa (i) | Fernando Roese         | Pablo Albano Luis Lobo                  | 7-5, 4-6, 6-3 |
| 7.     | 27 luglio 1992    | Lins Challenger, Lins                     | Terra rossa     | Nicolás Pereira        | Cássio Motta Fernando Roese             | 6-3, 6-4      |
| 8.     | 11 ottobre 1993   | Recife Challenger, Recife                 | Terra rossa     | Jack Waite             | Michael Geserer Simon Touzil            | 6-3, 6-4      |
| 9.     | 18 ottobre 1993   | Curitiba Challenger, Curitiba             | Terra rossa     | Jack Waite             | Francisco Montana Gilbert Schaller      | 4-6, 6-3, 6-0 |
| 10.    | 2 maggio 1994     | Cali Challenger, Cali                     | Terra rossa     | Tomáš Anzari           | Bill Behrens Kirk Haygarth              | 7-6, 3-6, 6-3 |
| 11.    | 16 maggio 1994    | Budapest Challenger, Budapest             | Terra rossa     | Nuno Marques           | Gábor Köves László Markovits            | 6-7, 6-4, 7-6 |
| 12.    | 22 agosto 1994    | Pilzen Challenger, Plzeň                  | Terra rossa     | Emanuel Couto          | Brett Dickinson Glenn Wilson            | 6-4, 6-3      |
| 13.    | 17 ottobre 1994   | Challenger Ciudad de Guayaquil, Guayaquil | Terra rossa     | Nuno Marques           | Matt Lucena Richard Schmidt             | 7-6, 6-4      |
| 14.    | 5 dicembre 1994   | Sao Luis Challenger, São Luís             | Cemento         | Roger Smith            | Fabio Silberberg João Zwetsch           | 4-6, 6-3, 6-3 |
| 15.    | 7 agosto 1995     | Rio de Janeiro Challenger, Rio de Janeiro | Cemento         | Óscar Ortiz            | Jean-Philippe Fleurian Nicolás Pereira  | 7-5, 4-6, 6-1 |
| 16.    | 21 agosto 1995    | Pilzen Challenger, Plzeň                  | Terra rossa     | Emanuel Couto          | Pier Gauthier Guillaume Marx            | 6-3, 6-4      |
| 17.    | 11 settembre 1995 | Budapest Challenger, Budapest             | Terra rossa     | Emanuel Couto          | Gábor Köves László Markovits            | 4-6, 7-5, 6-4 |
| 18.    | 6 novembre 1995   | Beijing Challenger, Pechino               | Cemento         | Ivan Baron             | Laurence Tieleman Martin Zumpft         | 6-4, 6-4      |
| 19.    | 29 luglio 1996    | Merano Challenger, Merano                 | Terra rossa     | Nuno Marques           | Cristian Brandi Filippo Messori         | 6-1, 6-4      |
| 20.    | 28 luglio 1997    | Istanbul Challenger, Istanbul             | Cemento         | Jean-Philippe Fleurian | Chris Haggard Mark Petchey              | Walkover      |
| 21.    | 4 agosto 1997     | Open Castilla y León, Segovia             | Cemento         | Nuno Marques           | Juan Ignacio Carrasco Brian Eagle       | 6-7, 6-2, 6-4 |
| 22.    | 24 novembre 1997  | Mumbai Challenger, Mumbai                 | Cemento         | Emanuel Couto          | Marcus Hilpert David Nainkin            | 1-6, 6-6 Def. |
| 23.    | 1º dicembre 1997  | Ahmedabad Challenger, Ahmedabad           | Cemento         | Emanuel Couto          | Gouichi Motomura Oleg Ogorodov          | 1-6, 6-6 Def. |
| 24.    | 15 giugno 1998    | Italia Turin Futures, Torino              | Terra rossa     | Omar Camporese         | Gianluca Gatto Uros Vico                | 7-5, 7-5      |
| 25.    | 13 marzo 2000     | Lisbon Challenger, Lisbona                | Terra rossa     | Nuno Marques           | Salvador Navarro Tommy Robredo          | 7-5, 6-4      |